# Witos
 (octobre 2011).
Si vous disposez d'ouvrages ou d'articles de référence ou si vous connaissez des sites web de qualité traitant du thème abordé ici, merci de compléter l'article en donnant les références utiles à sa vérifiabilité et en les liant à la section « Notes et références ».
Witos est le nom d'un cultivar de pommier domestique.

## Origine
Warsaw Agricultural University, Pologne

## Parenté
Cultivar obtenu par croisement naturel: Fantazia x Primula

## Résistances et susceptibilités
- Tavelure: résistant (gène Vf).